# 中部最高位戦
中部最高位戦（ちゅうぶさいこういせん）は、日本の囲碁の棋戦。日本棋院中部総本部所属棋士が参加して、1976-78年に3期行われた。中部読売新聞主催。決勝は三番勝負。

## 優勝者と決勝戦
（左が優勝者）
1. 1976年 岩田達明 2-0 馬場滋
2. 1977年 岩田達明 2-1 島村俊宏
3. 1978年 岩田達明 2-1 土田正光